# Notre-Dame brûle
Notre-Dame brûle is een Frans-Italiaanse dramafilm uit 2022, geregisseerd door Jean-Jacques Annaud en geschreven door Annaud en Thomas Bidegain. De film is gebaseerd op de brand in de Notre-Dame van Parijs die plaatsvond op 15 april 2019.

## Verhaal
Als een brand uitbreekt in de kathedraal Notre-Dame van Parijs, zullen brandweerlieden  er alles aan doen om het gebouw te redden.

## Rolverdeling
| Acteur            | Personage                  |
| ----------------- | -------------------------- |
| Samuel Labarthe   | Generaal Gontier           |
| Jean-Paul Bordes  | Generaal Gallet            |
| Mickaël Chirinian | Laurent Prades             |
| Jules Sadoughi    | Sergeant majoor Jordan     |
| Jérémie Laheurte  | Hoofdbevel Joël            |
| Chloé Jouannet    | Meester korporaal Marianne |